# Uno Petri Petræus
Uno Petri Petræus, född 18 augusti 1643 i Leksands socken, död 11 juli 1703 i Möklinta socken, var en svensk präst. Han var son till kyrkoherden Petrus Petri Petræus och Kerstin Mocklin.
Som djäkne i Västerås spelade Petræus olovande med i en komedi under fastan och anmäldes till domkapitlet 10 mars 1662. 30 mars 1667 blev han inskriven i V.-Dala nation, Uppsala. Prästvigd 3 augusti 1667. 1670 var han huspräst hos Anna Berndes, änka efter landshövding Gustav Cruus. Genom inflytelserika kontakter sökte förgäves att bli kyrkoherde i Möklinta församling 1672 och fick då varning av biskopen. Biskopen rekommenderade dock honom till komminister i Kristine församling i Falun, där han blev vald 11 augusti 1674. 12 januari 1686 blev han till slut kyrkoherde i Möklinta församling efter rekommendation av bland annat församlingen och landshövdingen, samt introducerades av biskop Carolus Carlsson 2 maj samma år.
1689-1701 ombesörjde Petræus stora reparationer på Möklinta kyrka, byggandet av klockstapel, inköp av inventarier och förbättringar på prästgården. Petræus var förste opponent vid prästmötet 1683, andre predikant 1688. 1692 köpte han skattehemmet Forsbo, Möklinta.
Petræus gifte sig 1675 med Christina Gestrin (1640-1714), dotter till kyrkoherden i Enånger Ericus Gestrinus och brorsdotter till Martinus Gestrinius samt dotterdotter till biskopen i Västerås Erasmus Nicolai Arbogensis. Efter faderns död 1658 blev hon kammarfru hos Anna Berndes, vilket bidrog och befrämjade kontakten med blivande maken. Som änka förvärvade hon 3 mars 1708 rusthållet Bennbäck, Möklinta. Petræus var far till prosten Pehr Petræus.

## Källförteckning
- Ekström, Gunnar (1990). Västerås stifts herdaminne, III:I 1700-tal. Västerås. sid. 711-712. ISBN 91-7268-136-5